# Бахарлы Первые
Бахарлы́ Первые (азерб. Birinci Baharlı) — поселок в Агдамском районе Азербайджана.

## История
Основан постановлением Милли Меджлиса Азербайджана от 6 октября 2007 года «О изменениях в административном делении Агдамского района». С этого же дня входит в Учогланский муниципалитет.

## География
Неподалёку от поселка протекает река Хачынчай.
Село находится в 27 км от райцентра Агдам, в 24 км от временного райцентра Кузанлы и в 331 км от Баку. Ближайшая ж/д станция — Тазакенд.
Высота села над уровнем моря — 252 м.

## Население
| Численность населения |
| 2016                  |
| --------------------- |
| 0                     |

Посёлок основан для беженцев. Постоянного населения не имеет.

## Климат
В селе холодный семиаридный климат.

## Инфраструктура
В селе расположено почтовое агентство.